# Иван Митић
Иван Митић (Ниш, 1985) српски је историчар.

## Биографија
Рођен у Нишу, где је завршио основну и средњу школу. Дипломирао на групи за историју Филозофског факултета у Нишу, где је одбранио и мастер рад. Ради на месту кустоса историчара у Народном музеју Ниш.

## Књиге
- Жртве лагера Ниш (са Н. Озимић, А. Динчић, И. Груден Милентијевић, Б. Симовић), Народни музеј Ниш, НКЦ, Медивест КТ, Ниш, 2014.
- Бекства из концентрационог логора на Црвеном крсту, Народни музеј Ниш, Ниш, 2015.
- Ниш октобра 1944. године (са Н. Озимић, А. Динчић), СУБНОР, Медивест КТ, Ниш, 2015.

## Радови у периодици
- Рад на Презентацији Меморијалног комплекса 12. фебруар и његових збирки од 1967 до 2012 године,(са А. Динчић, И. Груден Милентијевић) Зборник Народног музеја Лесковац, Лесковац, 2014. (371—384)
- Прво бекство из концентрационог логора на Црвеном крсту, Зборник Народног музеја Ниш,23, 2014, (113—129)
- Извештај са научног скупа „Окупација југа Србије 1915-1918“, Зборник Народног музеја,24, Ниш, 2015.
- Узрок и последице сретењског Устава, Зборник радова са научног скупа „Одјеци Сретења и српске државности“, Зборник народног музеја,24, Ниш, 2015.
- Конзуларни односи Србије и Аустроугарске у периоду 1878-1889. године и став српске историографије, Зборник радова са међународног научног скупа „НИМУС 5“, Ниш, 2014.
- Офанзива Централних сила и повлачење српске војске, Зборник радова са међународног научног скупа „Бугарска окупација југа Србије у Првом светском рату“, Лесковац, 2015.